# Yarkant
Yarkant (in lingua cinese c=莎车镇 p=shāchē zhèn), è una città-oasi dello Xinjiang, in Cina. La sua popolazione era di 72 000 abitanti nel 1990, in maggioranza uiguri. La città è il capoluogo della Contea di Yarkant.
L’oasi è bagnata dalle acque del fiume Yarkand che copre un bacino di 3210 km².
La città, ubicata sulla via della seta, occupa una posizione strategica tra Khotan e Kashgar. Fu la capitale del Khanato Yarkent (1514 — 1705) e del khanato di Kashgar nel XVII secolo.

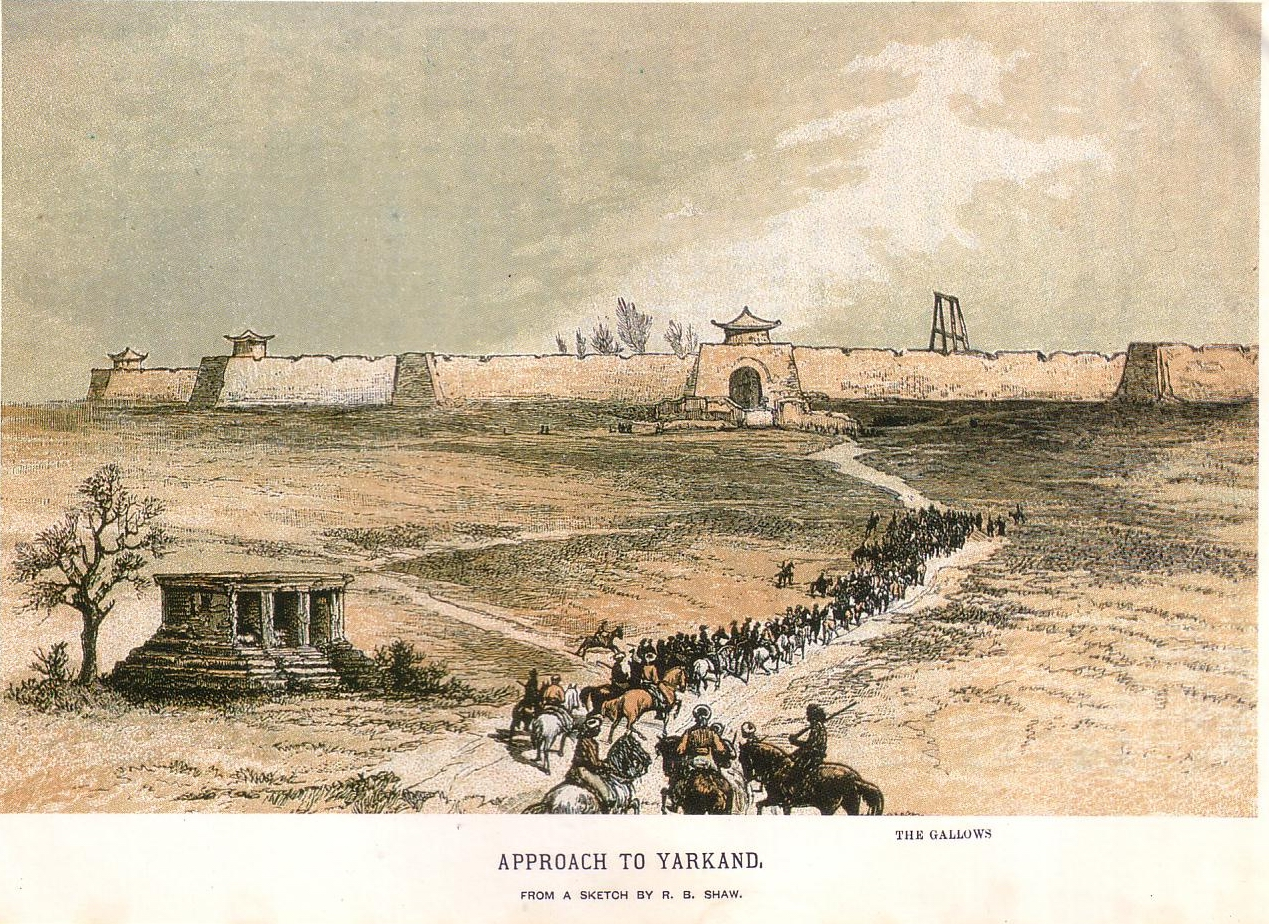
Arrivo a Yarkant, nel 1868

La Cina conquistò lo Xinjiang sotto il regno dell'imperatore Tai Zong, della dinastia Tang,  tra il 640 e e il 648, e Yarkant nel 635. Intorno all'820 la regione era divisa tra la Cina imperiale, vari khanati e il  Califfato abbaside.
Tornò sotto il dominio cinese nel 1767, sotto la dinastia Qing, rimanendovi fino ai tempi nostri.